# Sphenomorphus steerei
Sphenomorphus steerei är en ödleart som beskrevs av  Leonhard Hess Stejneger 1908. Sphenomorphus steerei ingår i släktet Sphenomorphus och familjen skinkar. IUCN kategoriserar arten globalt som livskraftig. Inga underarter finns listade i Catalogue of Life.